# Суарди
Суа̀рди (на италиански: Suardi; на ломбардски: al Burg, ал Бург) е село и община в Северна Италия, провинция Павия, регион Ломбардия. Разположено е на 84 m надморска височина. Населението на общината е 612 души (към 2017 г.).